# 708
708 (DCCVIII) fue un año bisiesto comenzado en domingo del calendario juliano, en vigor en aquella fecha.

## Acontecimientos
- 15 de enero: se consagra papa a Sisinio.
- 25 de marzo: se consagra papa a Constantino I.

## Fallecimientos
- 4 de febrero:  Sisinio, papa.